# Werner Voss

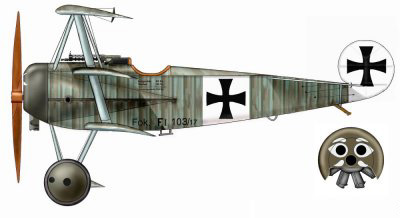
De driedekker van Voss

Werner Voss (Krefeld, 13 april 1897 - Ieper, 23 september 1917) was een Duits gevechtspiloot uit de Eerste Wereldoorlog.
Historici zien Voss als een belangrijke militair omdat hij veel aanvalstactieken en luchtstrategieën bedacht die andere piloten in de Eerste en Tweede Wereldoorlog overnamen. Hij hielp Anthony Fokker met het ontwerpen van Fokker Dr.I, een belangrijk gevechtsvliegtuig uit die periode.
Voss was een van de beste vrienden van Manfred von Richthofen en ging altijd samen met de Rode Baron op oorlogspad. Voss schoot 48 vijandige vliegtuigen neer en stond daarmee op de vierde plaats van succesvolste Duitse gevechtspiloten.

## Biografie
Voss werd in 1897 geboren in Krefeld. Op jonge leeftijd was hij een fanatiek motorcoureur en ruiter. In 1913 meldde Voss zich als vrijwilliger bij de Duitse cavalerie. Hij kon echter niet genoeg carrière maken omdat hij niet van adellijke komaf was. In februari 1916 vroeg Voss overplaatsing naar de Kaiserliche Luftstreitkrafte. Ook hier zat zijn bourgeoisie-afkomst hem in de weg, maar Voss wist zijn superieuren te overtuigen om hem tot de opleiding tot jachtvlieger toe te laten.
Voss haalde in enkele weken zijn vliegbrevet en werd door zijn leidinggevenden zodanig getalenteerd beschouwd dat ze hem meteen een baan aanboden als instructeur. Vervolgens gaf de negentienjarige Voss, vijf maanden lang, les aan aspirant-piloten die doorgaans ouder waren dan hij. In juli 1916 werd Voss overgeplaatst naar het front als staartschutter van een tweezits-verkenningsvliegtuig. Voss bleef in deze functie tot hij in november 1916 een baan als gevechtspiloot kreeg. Voss moest met een Albatros D.III het luchtruim boven Noord-Frankrijk schoonvegen. De bedoelde luchtcontrole diende om de vijandelijke linies in kaart te brengen. Op 27 november 1916 behaalde Voss zijn eerste overwinning, hierna groeit het aantal luchtoverwinningen gestaag.
Tegen april 1917 had Voss 25 vijandige toestellen neergeschoten en werd hij onderscheiden met de Pour le Mérite, de hoogste Duitse onderscheiding. Manfred von Richthofen, de succesvolle Duitse gevechtspiloot, hoorde de verhalen over Werner Voss en nodigde hem uit in zijn luchteskader, het beroemde Jagdgeschwader 1. Deze club, met alleen de beste piloten van Duitsland, had als bijnaam het vliegende circus, vanwege de acrobatie die de piloten uithaalden. Het was een eer om bij het vliegende circus te vliegen en Voss nam de uitnodiging aan.
Net als veel andere leden van het vliegende circus, versierde Voss zijn Albatros met bonte kleuren en opvallende opschriften. De vleugel van Voss' toestel was groen met paars geblokt, op de romp stonden een rood hart, een kruis  en een lauwerkrans met een hakenkruis. Het hart stond symbool voor passie, het kruis voor geluk. 
De samenwerking tussen Von Richthofen en Voss klikte zo goed, dat Von Richthofen hem benoemde tot wingman. Dit hield in dat Voss bij alle luchtgevechten rechts van Von Richthofen vloog. Tegen juli 1917 vernietigde Voss, als wingman, dertien vijandige vliegtuigen en kwam zijn totaal op 38 luchtoverwinningen. Toen de eerste Fokker Dr.I's op 28 augustus 1917 de fabriek uitrolden, leverde Anthony Fokker als reclamestunt de eerste toestellen aan Voss en Von Richthofen op Markebeke bij Kortrijk. Voss liet een witte snor met twee witte wenkbrauwen op de motorkap schilderen. Tussen 28 augustus en 19 september schoot Werner Voss, met zijn Dr.I, tien vijandige toestellen neer. Hiermee kwam zijn totaalscore op 48. 

### De laatste vlucht
Op 23 september 1917, sloeg het noodlot toe. Voss was samen met Von Richthofen en drie anderen opgestegen. In de lucht gingen de vijf vliegers uit elkaar voor een individuele verkenning. Boven Ieper kwam Voss, per toeval, in contact met zes S.E.5 toestellen van de Royal Air Force. Voss ging in zijn eentje de confrontatie met zijn zes tegenstanders aan. Tijdens een kwartier durend gevecht cirkelden de piloten om elkaar heen. Voss werd achtervolgd door Arthur Rhys Davies. Om zijn tegenstander af te schudden trok Voss zijn Fokker Dr.I snel omhoog, de SE5 van Rhys Davies kon minder snel stijgen maar had een hogere snelheid. Hierdoor kwam Voss achter Rhys Davies. Voss wilde vervolgens het vuur openen op Rhys Davies maar een andere piloot, James McCudden, kwam achter hem te vliegen.  Net toen McCudden het vuur wilde openen, trapte Voss het rechterpedaal van zijn roer in en draaide zijn toestel 90 graden. Voss ontweek hierdoor de kogelregen van McCudden. Rhys Davies maakte intussen een U-bocht naar rechts. Voss' toestel vloog eveneens naar rechts en vloog hiermee in de vuurlinie van Rhys Davies. Davies' korte vuurstoot trof Voss in de linkerflank. Voss werd getroffen door meerdere kogels en stierf waarschijnlijk ter plekke. McCudden zag de Fokker Dr.I in een verticale duikvlucht gaan, waar hij nooit meer uitkwam. De Fokker Dr.I stortte neer nabij het gehucht Frezenberg, in een weide naast een boerderij die op Britse stafkaarten als Plum Farm stond vermeld. Het lichaam van Voss was door drie kogels geraakt. Hij werd naast het wrak begraven, maar door de aanhoudende en zeer verwoede gevechten in de regio ging het graf verloren. Het is dus lang niet zeker dat zijn stoffelijke resten na de oorlog op het Deutscher Soldatenfriedhof Langemark werden bijgeplaatst, hoewel zijn naam er wel tussen honderden anderen staat vermeld op een bronzen plak. Omdat de letters de afgelopen jaren door de vele bezoekers aan de begraafplaats werden aangewreven, vormen ze een duidelijk te onderscheiden eerbetoon aan de gevallen jachtvlieger.

## Militaire loopbaan
- Gefreiter: 27 januari 1915
- Unteroffizier: augustus 1915
- Vizefeldwebel: maart 1916
- Leutnant der Reserve: september 1916

## Decoraties
- Pour le Mérite op 8 april 1917[3]
- IJzeren Kruis 1914

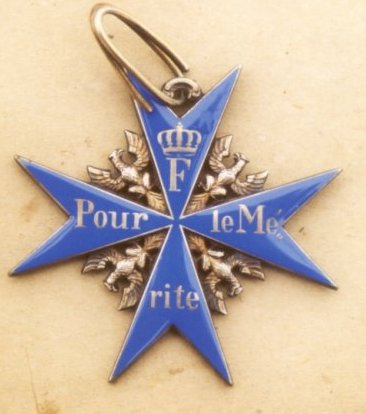
Pour le Mérite

  - Eerste Klasse op 19 december 1916
  - Tweede Klasse[4]
- Militär-Flugzeugführer-Abzeichen (Preußen) op 28 mei 1916
- Ridderkruis in de Huisorde van Hohenzollern met Zwaarden in maart 1917